# Sergei Shoigu
Sergei Kuzhuguetovitch Shoigu, em russo: Серге́й Кужуге́тович Шойгу́ (Tuva, 21 de maio de 1955) é um militar e político russo. Shoigu nasceu na República de Tuva na Sibéria, filho de pai Tuvano e mãe Russo-Ucraniana. Herói da Federação Russa em 1999, tornou-se General do Exército (2003) e serviu ainda como Ministro da Defesa de 6 de Novembro de 2012 até 14 de Maio de 2024. Apesar disso, nunca foi membro propriamente das forças armadas russas. De 1992 até 2012 foi Ministro de Situações de Emergência e em 2012 serviu como governador do Oblast de Moscou. Um confidente próximo e aliado de Vladimir Putin, Shoigu pertence ao círculo íntimo de siloviki de Putin.
Foi-lhe confiada a tarefa de supervisionar a invasão da Ucrânia desde 2022. Uma rivalidade entre Shoigu e Yevgeny Prigozhin levou a um motim do Grupo Wagner em junho de 2023. Em maio de 2024, Putin substituiu Shoigu por Andrei Belousov como ministro da defesa, nomeando o primeiro para ser o Secretário do Conselho de Segurança da Federação Russa. 

## Secretário do Conselho de Segurança
Em 12 de maio de 2024, logo após a reeleição de Putin, Shoigu substituiu Nikolai Patrushev como Secretário do Conselho de Segurança da Federação Russa.  Segundo analistas, a substituição de Sergei Shoigu por Andrey Belousov como ministro da defesa sinaliza que Putin estaria se preparando para uma longa guerra de desgaste contra a Ucrânia.  

## Infância e educação
Shoigu nasceu em 21 de maio de 1955 em Chadan, Oblast Autônomo de Tuvan , filho de pai de etnia tuvana, editor de jornal Kuzhuget Shoigu  (1921–2010) e mãe russa nascida na Ucrânia, Alexandra Yakovlevna Shoigu (1924–2011). Alexandra Shoigu cresceu na cidade de Kadiivka no Donbass e teve experiências traumatizantes enquanto esteve sob detenção das forças de ocupação alemãs durante a Segunda Guerra Mundial.  Mais tarde em sua carreira, ela se tornou membro do Conselho Regional de Deputados Populares de Tuva. Kuzhuget Shoigu ascendeu a secretário do Comitê Regional de Tuvan do Partido Comunista,  tornando-se uma figura importante na estrutura de poder comunista da república.  Depois de se formar na Escola Kyzyl Número 1 na República Socialista Soviética Autônoma de Tuvan,  Shoigu estudou no Instituto Politécnico de Krasnoyarsk. Shoigu se formou em 1977 em engenharia civil. 

## Início de carreira e primeiros passos no Partido comunista
Shoigu trabalhou em projetos de construção em todo o país durante a década seguinte, passando de níveis baixos para se tornar executivo. Em 1988, Shoigu tornou-se funcionário menor no ramo Abakan do Partido Comunista da União Soviética e depois no Komsomol por alguns anos. Em 1990, Shoigu mudou-se da Sibéria para Moscou e foi nomeado vice-presidente do Comitê Estatal de Arquitetura e Construção da Federação Russa,  auxiliado pelas conexões de seu pai. O futuro presidente Boris Yeltsin ocupou uma posição semelhante no Comitê de Construção e também tinha experiência em engenharia civil e partido, então Shoigu ganhou a confiança de Yeltsin. 

## Ministro de Situações de Emergência (1991–2012)
Em 1991, Yeltsin nomeou-o chefe do recém-criado Corpo de Resgate Russo, responsável pelo sistema de resgate e resposta a desastres. O Corpo de Resgate substituiu o anterior sistema de defesa civil soviético e logo absorveu as 20.000 tropas militarizadas de Defesa Civil do Ministério da Defesa, com Shoigu sendo nomeado presidente do Comitê Estadual da Federação Russa para Defesa Civil, Situações de Emergência e Resposta a Desastres.  A Defesa Civil permaneceu uma organização quase militar na continuação da prática soviética e Shoigu esteve politicamente envolvido, como uma tentativa malsucedida de evacuar o presidente afegão apoiado pela Rússia,  Mohammad Najibullah, em 1992 e a distribuição pretendida de armas dos estoques da Defesa Civil para apoiadores de Yeltsin durante o golpe de outubro de 1993. Mantendo a natureza militarizada da defesa civil russa, Shoigu recebeu o posto de major-general em 1993,  e foi rapidamente promovido a tenente-general em 1995, coronel-general em 1998  e a general do exército, estando, na prática, no posto militar russo mais alto, em 2003. 
O comitê foi renomeado como Ministério de Situações de Emergência (MChS) em 1994, tornando Shoigu um ministro do governo. Tornou-se popular devido ao seu estilo de gestão prático e alta visibilidade durante situações de emergência, como inundações, terremotos e atos de terrorismo.  Sob Shoigu, as responsabilidades do ministério foram ampliadas para assumir o Corpo de Bombeiros do Estado Russo em 2002, tornando o MChS a terceira maior estrutura de força da Rússia.  Em 1999 tornou-se um dos líderes do partido pró-governo russo Unidade, criado pelo Kremlin em oposição às elites anti-Yeltsin da aliança Pátria – Toda a Rússia . A unidade permitiu a ascensão de Vladimir Putin à presidência e em 2001 foi combinada no partido governante Rússia Unida , embora Shoigu tenha sido o único delegado a votar contra a fusão.  Em 1999, Shoigu recebeu o prêmio estatal de maior prestígio da Rússia: Herói da Federação Russa. Em março de 2009, ele propôs uma lei que criminalizaria as críticas às táticas militares soviéticas durante a Segunda Guerra Mundial , o que resultou em um grande número de baixas soviéticas. 

## Sanções
Em 23 de fevereiro de 2022, a União Europeia considerou Shoigu responsável por apoiar ativamente e implementar ações e políticas que comprometem e ameaçam a integridade territorial, a soberania e a independência da Ucrânia, bem como a estabilidade ou segurança na Ucrânia. Por conseguinte, a União Europeia adicionou Shoigu à lista de pessoas singulares e coletivas, entidades e organismos constante do anexo I do Regulamento (UE) n.º 269/2014.  Em 25 de fevereiro de 2022, após a invasão da Ucrânia pela Rússia, os Estados Unidos adicionaram Shoigu à Lista de Nacionais Especialmente Designados e Pessoas Bloqueadas. 
Shoigu foi sancionado pelo governo do Reino Unido em 2022 em relação à Guerra Russo-Ucraniana.  Em 28 de fevereiro de 2022, o Governo do Canadá "alterou ainda mais seus Regulamentos de Medidas Econômicas Especiais (Rússia) para adicionar dezoito membros do Conselho de Segurança da Federação Russa responsáveis pelas" ações russas na Ucrânia" e outros. 

## Vida pessoal

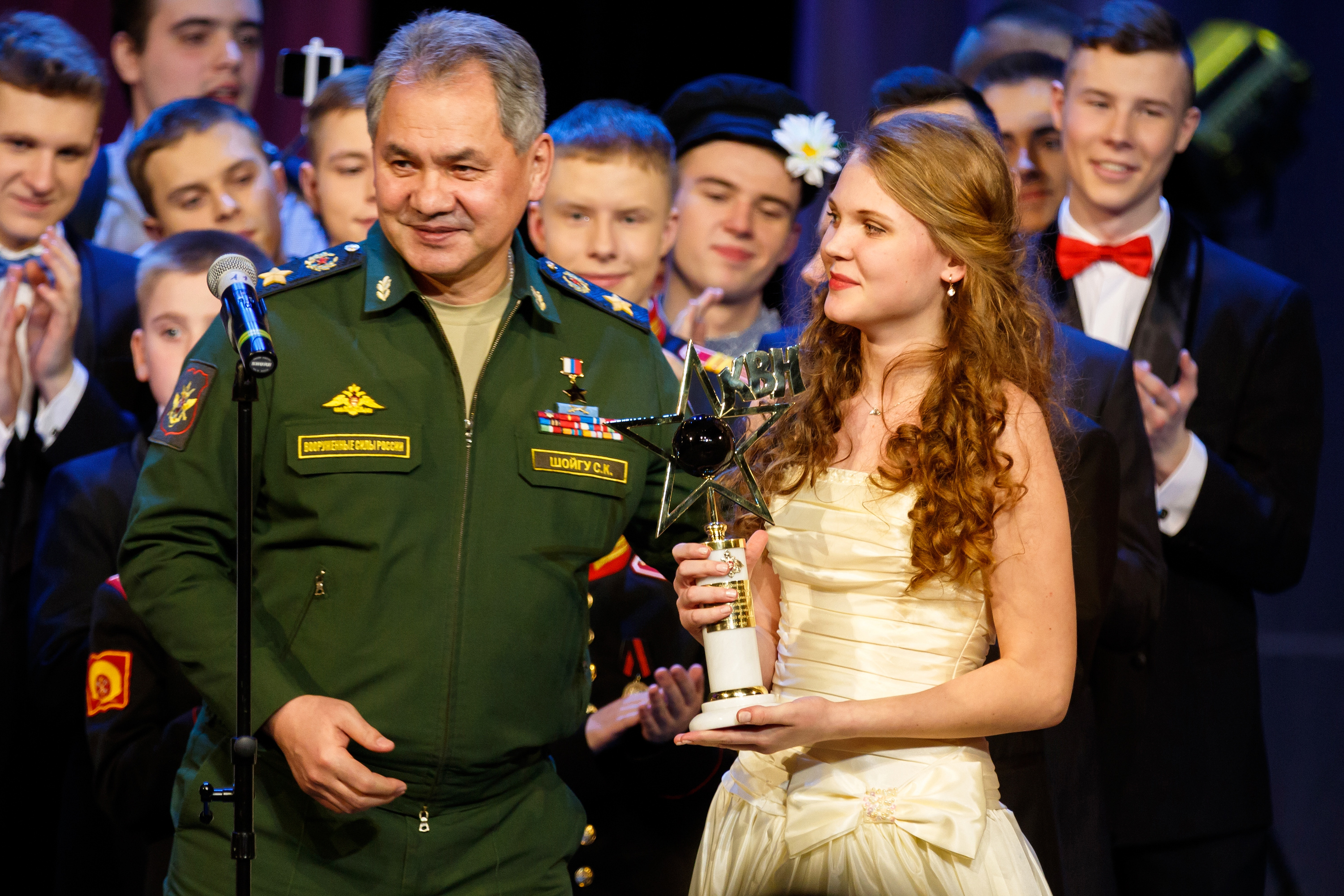
O Ministro da Defesa Russo, General do Exército Sergei Shoigu, entregou a taça aos vencedores dos jogos KVN entre instituições educacionais pré-universitárias, em 2016.

De acordo com o The Siberian Times , Shoigu é um poliglota conhecido por falar fluentemente oito idiomas além do russo, incluindo inglês, japonês, chinês, tuvan e turco.   

### Família
Sergei Shoigu nasceu, filho de Kuzhuget Sereevich Shoigu (1921–2010) e Alexandra Yakovlevna Shoigu (nascida Kudryavtseva, 1924–2011).  Seu pai nasceu Shoigu Seree oglu Kuzhuget. A ordem de seu nome foi alterada devido a um erro no passaporte, segundo a linha oficial de Tuva. Mais provavelmente, ele russificou o nome do turco. Kuzhuget era editor de um jornal regional. Mais tarde, trabalhou no Partido Comunista e para as autoridades soviéticas. Ele foi secretário do Comitê do Partido Tuva. Aposentou-se com o posto de primeiro vice-presidente do Conselho de Ministros da ASSR de Tuva. 
O pai de Shoigu liderou os Arquivos do Estado de Tuvan. Foi editor do jornal Pravda por seis anos. Escreveu os romances Tempo e Gente, Pena do Abutre Preto (2001), Tannu Tuva: o País dos Lagos e Rios Azuis (2004). 
A mãe de Shoigu, Alexandra, nasceu na aldeia de Yakovlev, no Oblast de Oryol. De lá, pouco antes da Grande Guerra Patriótica, sua família mudou-se para Kadiivka, no Oblast de Luhansk, na Ucrânia. Zootecnista, Alexandra foi Trabalhadora Homenageada da Agricultura da República de Tuva. A partir de 1979 foi chefe do Departamento de Planejamento do Ministério da Agricultura da República. Ela foi repetidamente eleita deputada do Soviete Supremo (parlamento) da ASSR de Tuva.  O tio-avô de Sergei, Seren Kuzhuget, foi o comandante do Exército Revolucionário Popular de Tuvan de 1929 a 1938.  Sergei tem duas irmãs: Larisa Kuzhugetovna Shoigu (1953–2021),  que foi deputada da Duma do Estado; e Irina Zakharova (nascida em 1960), psiquiatra. 

Shoigu casou-se com Irina Alexandrovna Shoigu (nascida Antipina). É presidente da empresa de turismo de negócios Expo-EM. Eles têm duas filhas, Yulia  (1977) e Kseniya (1991).   Shoigu teria tido um caso com Elena Shebunova desde o início dos anos 2000 até 2017. De acordo com fontes semelhantes, supostamente Shoigu e Shebunova têm três filhos: Danila (2001), Dasha (2008) e Stepan (2011).  Danila está seguindo carreira musical sob o nome artístico de Sheba (ou Sheba Singer).   